# Institut und Lehrstuhl für Metallurgische Prozesstechnik und Metallrecycling

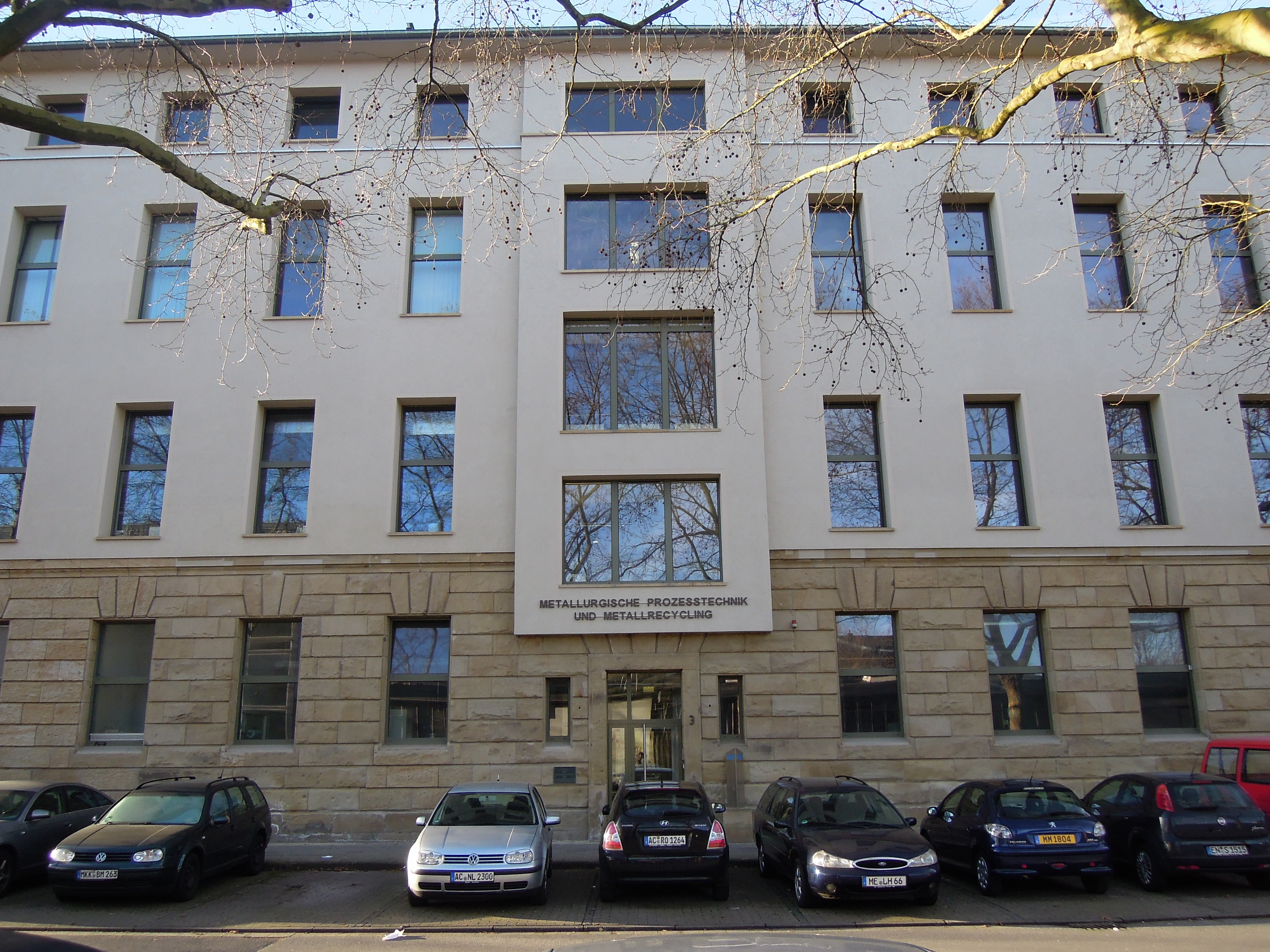
Gebäude des IME

Das IME Metallurgische Prozesstechnik und Metallrecycling – Institut und Lehrstuhl der RWTH Aachen (Kurzform: IME) an der RWTH Aachen University ist ein Lehr- und Forschungsinstitut im Bereich der metallurgischen Gewinnung, dem Recycling, der Veredelung und der Synthese von Nichteisenmetallen und Legierungen. Aktuelle Forschungsschwerpunkte fokussieren sich stark auf Aktivitäten zur Circular economy (deutsch: Kreislaufwirtschaft).
So werden in laufenden Forschungsvorhaben metallurgische Prozesse entwickelt, die ein nachhaltiges Wirtschaften metallhaltiger Abfall- und Reststoffe ermöglichen und damit die Rohstoffversorgung im europäischen Wirtschaftsraum stärken. Das IME ist in die Fachgruppe für „Materialwissenschaft und Werkstofftechnik“ (MuW) der Fakultät für Georessourcen und Materialtechnik eingebunden.

## Geschichte
Mit der Gründung der Rheinisch-Westfälischen Polytechnischen Schule im Jahre 1870, wurde der Lehrstuhl für Mineralogie und Hüttenkunde geschaffen. 1872 wurde der Lehrstuhl für Allgemeine und spezielle Hüttenkunde und Probierkunst ausgegliedert und von Ernst Friedrich Dürre geleitet. In einer weiteren Teilung im Jahre 1898 wurde der Lehrstuhl für Metallhüttenkunde und Lötrohrprobierkunst gegründet, welcher bis 1925 von Wilhelm Borchers geleitet wurde. Da zu Beginn keine eigenen Laboratorien und Räumlichkeiten für die Forschung vorhanden waren, wurde ein provisorisches Versuchslaboratrium für elektrochemische und elektrometallurgische Untersuchungen in den leeren Kellerräumen des Hauptgebäudes und des damaligen Instituts für Metallurgie und technische Chemie eingerichtet. Mit der Eröffnung des späteren Instituts für Metallhüttenkunde und Elektrometallurgie 1902 wurde das Institut das erste metallurgische Forschungsinstitut Deutschlands. Nach dem tragischen Tod von Professor Wilhelm Borchers im Jahr 1925 übernahm Paul Röntgen die Leitung bis einschließlich 1952.
Im Zuge der Schlacht um Aachen im Jahre 1944 war der Betrieb aufgrund starker Beschädigungen am Institutsgebäude nicht mehr möglich, sodass die Arbeiten auf provisorisch errichtete Räumlichkeiten verlegt werden mussten. Von 1945 bis 1949 fand der Wiederaufbau statt. Die Forschungsschwerpunkte unter Professor Röntgens waren unter anderem die Zink- und Aluminiummetallurgie sowie die Aluminiumraffination. Nach der Emeritierung seines Vorgängers übernahm Helmut Winterhager das Institut im Zeitraum von 1952 bis 1977. In dieser Zeit lag der Fokus auf der Grundlagenforschung in verschiedenen Gebieten der Nichteisenmetallurgie, so zum Beispiel der Erforschung von Struktur und Eigenschaften von Schlackensystemen und der Verhüttungseigenschaften von Einsatzstoffen, sowie der Forschung an Gewinnungs- und Raffinationsverfahren von Nichteisenmetallen, der Galvanotechnik und der wässrigen Elektrolyse. Außerdem wurden innovative metallurgische Arbeitsgebiete wie die Vakuummetallurgie oder auch der Einsatz von Plasmabrennern erkundet.
Anfang der 1960er Jahre fand ein Ausbau des Institutsgebäudes statt, wodurch unter anderem neue Labore und Arbeitsräume geschaffen wurden. In den Jahren 1977 bis 1998 leitete Joachim Krüger das Institut. In seinen ersten Jahren knüpfte er intensive Kontakte zur Industrie, um den Bezug von Lehre und Forschungsaktivitäten zu intensivieren. Seine Forschungsschwerpunkte waren die Primärmetallurgie sowie das Recycling von Rest- und Abfallstoffen mit dem Ziel der Metallrückgewinnung bei gleichzeitiger Verringerung, Vermeidung bzw. Inertisierung von Abfallstoffen. Seit 1999 unterliegt die Leitung des Instituts Bernd Friedrich, dessen Forschung die Arbeit an praxisorientierten Projekten in den Bereichen Vakuum-, Elektro- und Hydrometallurige, circular economy und umweltfreundlicher Recyclingverfahren, Reststoffverwertung, angewandte Elektrochemie, Werkstofftechnik der NE-Metalle, Legierungen insbesondere der Sondermetalle sowie die Bilanzierung von Metallgewinnung umfasst.

## Forschungsgebiete
- Der traditionelle Schwerpunkt der Recyclingmetallurgie als Beitrag zur Kreislaufwirtschaft[4] Aufbereitete Batteriekomponenten, Elektronikschrotte, verbrauchte Katalysatoren aber auch industrielle Reststoffe wie Stäube, Schlämme oder Schlacken werden mit Vorbehandlungsschritte wie thermische Konditionierung die enthaltenen Wertmetalle hydro- und/oder pyrometallurgisch rückgewonnen.
- Im Bereich der Werkstoffprozesstechnik nimmt die Schutzgas-/Vakuummetallurgie mit den Verfahren induktives Schmelzen, Elektroschlackeumschmelzen und Vakuumlichtbogenschmelzen einen breiten Raum ein, und wird dabei um viele Raffinationsverfahren zur Darstellung sehr reiner Metalle (Zonenschmelzen, fraktionierte Kristallisation, Destillation und Spülgasbehandlung) ergänzt.
- Die dritte Forschungsplattform bilden Labore zur Grundlagenforschung, in denen thermochemisch modellierte Gleichgewichte zwischen Metall und Schlacke experimentell validiert, die Kinetik metallurgischer Reaktionen bestimmt, aber auch Eigenschaften schmelzflüssiger Phasen (z. B. Viskosität, Dichte, Oberflächenspannung, Leitfähigkeit) ermittelt werden.[5]
- Zur Ermöglichung verschiedener Forschungsvorhaben verfügt das Institut über vollausgestattete Labore sowie verschiedene pyrometallurgische Aggregate, die den Labormaßstab abbilden. Darüber hinaus sind Großaggregate wie TBRC, GLBO und großvolumige Laugungsanlagen (50 L bzw. 100 L) vorhanden, um industrienahe Anwendungen nachzubilden.

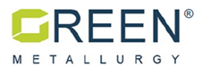
Logo Green Metallurgy

2017 ist es dem IME gelungen das Markenzeichen „Green Metallurgy“ europaweit zu schützen. Metallurgische Konzepte und Prozesse, die auf dem Gedanken des umweltfreundlichen, nachhaltigen, Zero-Waste- und Low-Emission-Metallurgy-Ansatz aufbauen, werden mit diesem Namen/Logo gekennzeichnet.

## Preise und Kooperationen
Das IME wurde mehrmals für seine wissenschaftlichen Leistungen auf dem Gebiet der Nichteisenmetallurgie mit verschiedenen Preisen ausgezeichnet. So wurde das Institut vom Bundesministerium für Wirtschaft und Energie mit dem Deutschen Rohstoffeffizienz-Preis 2012 für das mit der Firma Accurec Recycling GmbH entwickelten Verfahren zur Rückgewinnung von Rohstoffen aus elektronischen Altgeräten, insbesondere aus Batterien, ausgezeichnet.
Außerdem war das IME in den Jahren 2008, 2012 und 2016 Preisträger des weltweit höchstdotierten metallurgischen Kaiserpfalz-Preises der Wirtschaftsvereinigung Metalle. Thematisch waren auch hier sowohl das Batterierecycling, als auch Nanotechnologie und Titanmetallurgie Hintergründe für diese Ehrung.
Das IME war aktiv an der Gründung des europäischen Forschungsnetzwerks EIT RawMaterials beteiligt und vertritt die Interessen der RWTH als Core-Partner (Rektoratsbeauftragter). Die Beteiligung der RWTH am EIT RawMaterials stärkt die Präsenz im europäischen Raum, gewährt Informationen zu Entwicklungen der Rohstoffbranche und ermöglicht die Förderung von Lehr- und Innovationsvorhaben.
Als eines von sechs Instituten der RWTH Aachen University ist das IME Gründungsmitglied des Open-Innovation-Forschungsclusters AMAP (Advanced Metals and Processes), in dessen Rahmen gemeinsame vorwettbewerbliche Forschungsprojekte zur Stärkung des Werkstoffs Aluminium erfolgen. Zu diesem Forschungscluster zählen außerdem 14 Industrieunternehmen.
Aus der intensiven Kooperation mit der Nationalen Technischen Universität Donetsk in der Ukraine hat sich eine Führungsposition im Bereich der Titanmetallurgie ergeben, die u. a. mit der Verleihung der Ehrendoktorwürde im Jahr 2010 an Bernd Friedrich geehrt wurde. Darüber hinaus pflegt das Institut enge Beziehungen zur Montanuniversität Leoben in Österreich. In Zusammenarbeit mit dem Lehrstuhl für Nichteisenmetallurgie wird jährlich ein Young-Researcher-Workshop für Nichteisenmetallurgen organisiert. Auch hier wurde Bernd Friedrich die Ehrendoktorwürde im Jahr 2024 verliehen. Weitere strategische Partnerschaften pflegt das IME mit der Technischen Universität Istanbul  (Hydrometallurgie), der Universität Maribor (Nanopulver), der Nationalen Technischen Universität Athen (industrielle Reststoffe) als auch mit der Universität Belgrad (Elektrochemie). Zudem wurde der Oberingenieur Alexander Birich mit dem „IntSpire Preis“ der RWTH Aachen ausgezeichnet. Dieser Preis würdigte seinen Beitrag zur Internationalisierung, insbesondere durch die Förderung der Zusammenarbeit mit internationalen Universitäten sowie die Unterstützung internationaler Studierender und Mitarbeiter.

## Lehrangebot
- Der sich in den vergangenen Jahren vollzogene Strukturwandel in der Metallindustrie hatte auch gravierende Auswirkungen auf die Ingenieursqualifikation. Insbesondere kleinere und mittelständische Unternehmen (KMU) forderten verstärkt fachübergreifende Fähigkeiten. Folglich ist ein Ingenieur auszubilden, der in der Lage ist, durch Kombination fundierter Kenntnisse in Metallurgie, Anlagenbau und Informatik, die Entwicklung und Optimierung metallurgischer Prozesse sowie von Metalllegierungen zu ermöglichen.
- Das praxisnah gestaltete Studium der Nichteisenmetallurgie in der Fachgruppe „Materialwissenschaft und Werkstofftechnik“ soll diesen Anforderungen entsprechen. Dabei soll auf die Befähigung sowohl zur Entwicklung von Verfahren zur Herstellung innovativer metallischer Werkstoffe als auch zu deren Recycling ein wesentliches Augenmerk gelegt werden. Das Lehrangebot des IME richtet sich vornehmlich an Studierende der Nachhaltige Werkstofftechnik, sowie der Studiengänge des Wirtschaftsingenieurwesen (Schwerpunkt Werkstoff- und Prozesstechnik) und des Umweltingenieurwesens (Schwerpunkt Rohstofftechnik). Diese werden an der RWTH Aachen in einem 6-semestrigen Bachelor-/4-semestrigen Masterstudiengang oder in einem 4-semestrigen englischsprachigen Aufbaustudiengang zum „Master in Metallurgical Engineering“ ausgebildet.
- In diesen Studiengängen werden die Schwerpunkte Thermische Gewinnungsverfahren, Thermische Raffinationsverfahren, Hydrometallurgie und Circular Metallurgy angeboten. Ferner runden die Wahlfächer „Ressourceneffizienz beim Metallrecycling“, „Metallurgie und Eigenschaften von Al-Schmelzen“, und „Planung und Wirtschaftlichkeit metallurgischer Anlagen“ das Lehrangebot des Institutes ab.[15]